# Korporokracja

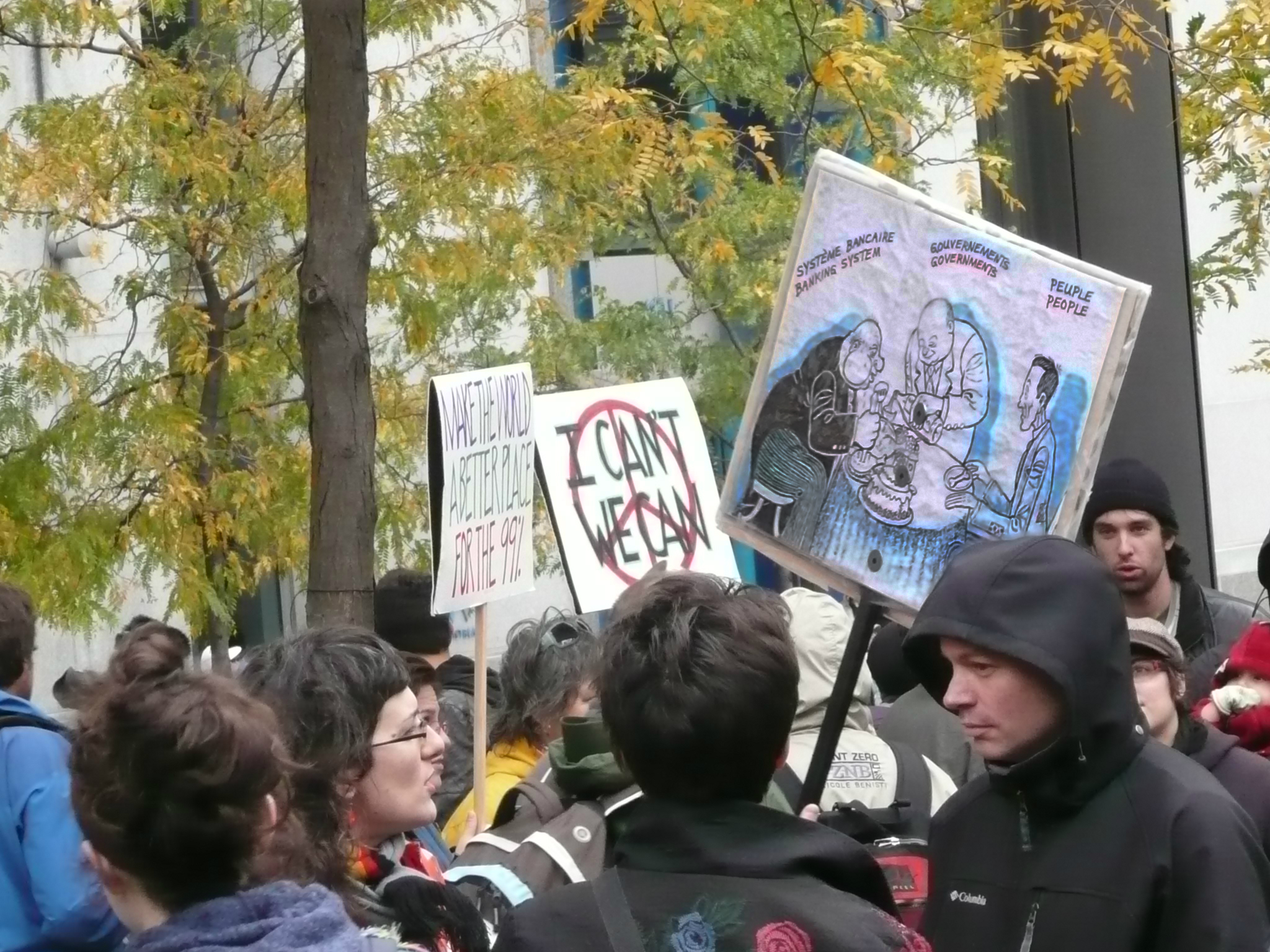
Regulacje zwiększające władzę i zyski korporacje budzą kontrowersje i protesty. Tu demonstracja w Montrealu w 2011 roku.

Korporokracja – ustrój, w którym władzę nad systemem gospodarczym i politycznym sprawują korporacje.

## Historia i charakterystyka
Po raz pierwszy ustrój został opisany w książce Charlesa Wrighta Millsa pt. Elita władzy w 1956 roku. Korporokracja jest zazwyczaj pejoratywnym określeniem, stosowanym przez krytyków posunięć rządów w krajach rozwiniętych, takich jak na przykład ratowanie banków, czy prywatnych firm. Obecnie korporokracja nie istnieje w żadnym państwie, choć w historii za jej formy można uznać Holenderską Kompanię Zachodnioindyjską, czy Holenderską Kompanię Wschodnioindyjską, a także inne kompanie handlowe.
Koncepcja korporokracji była wielokrotnie wykorzystywana w filmach (Tekken, Atlas chmur, Rollerball, Wojenny biznes).